# Hallomyia cardamomi
Hallomyia cardamomi är en tvåvingeart som först beskrevs av Nayar 1949.  Hallomyia cardamomi ingår i släktet Hallomyia och familjen gallmyggor. Inga underarter finns listade i Catalogue of Life.